# Jodensavanne

Mapa de Surinam en América del Sur

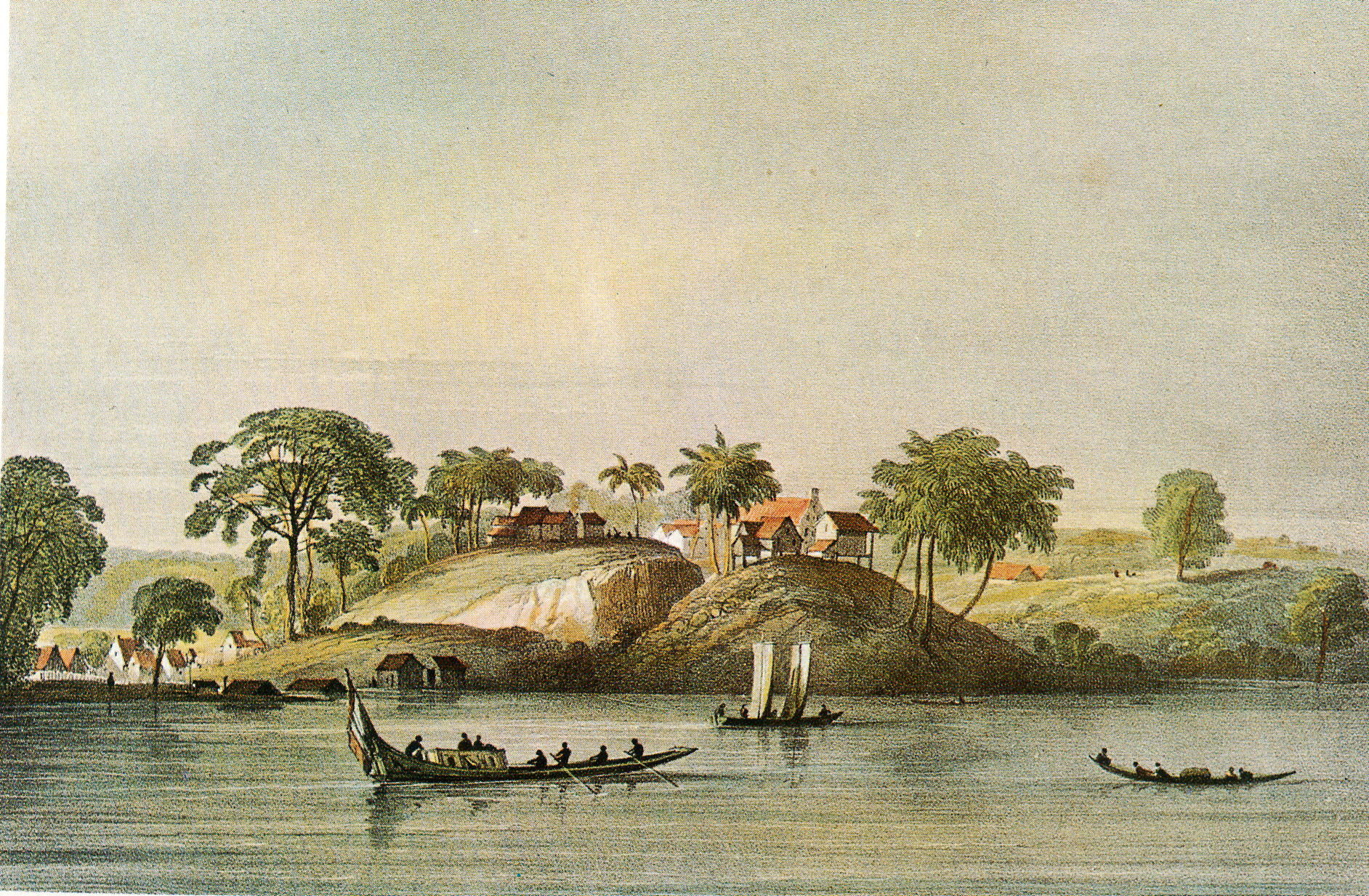
Jodensavanne alrededor de 1830

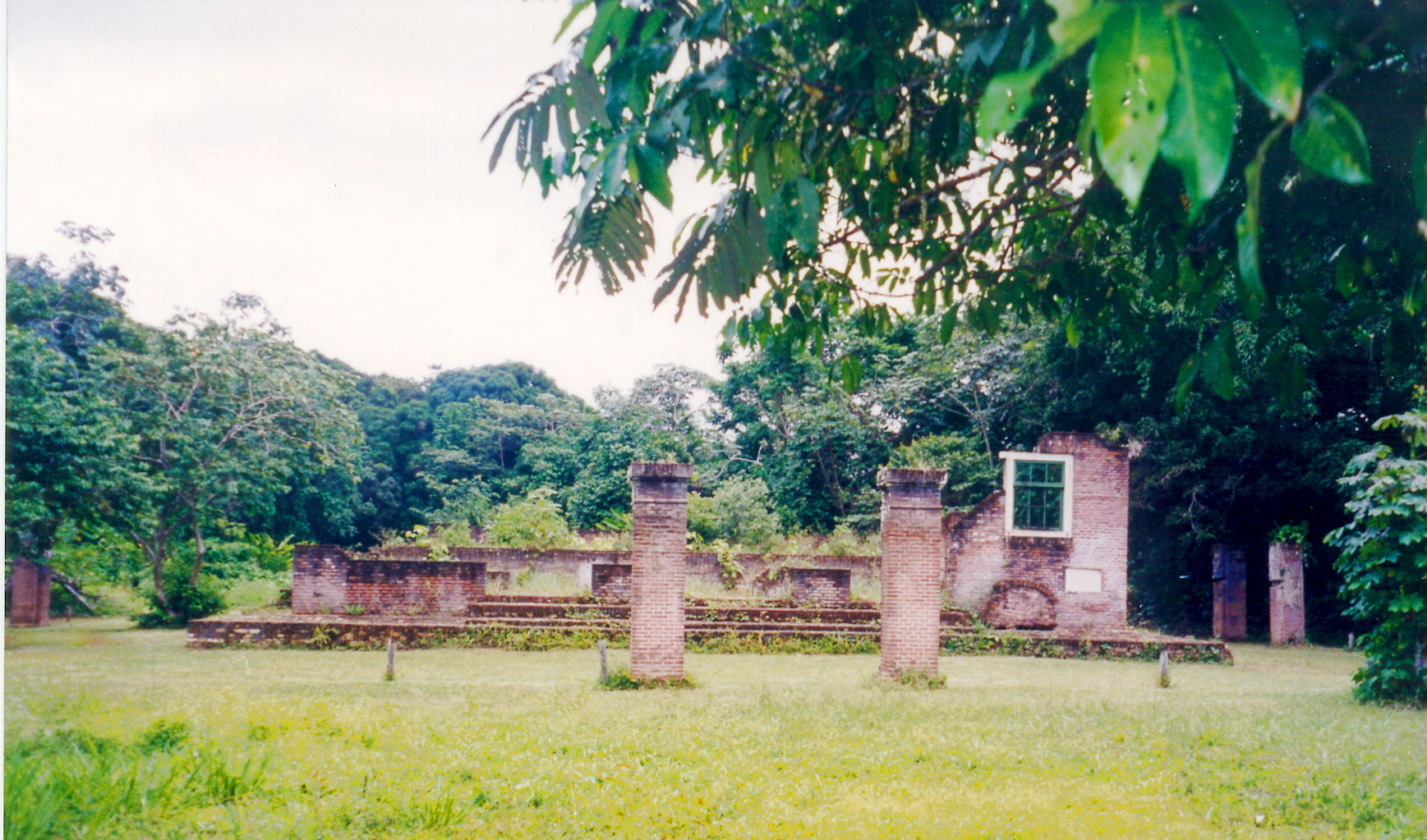
Los restos de la sinagoga en Jodensavanne, febrero de 2000

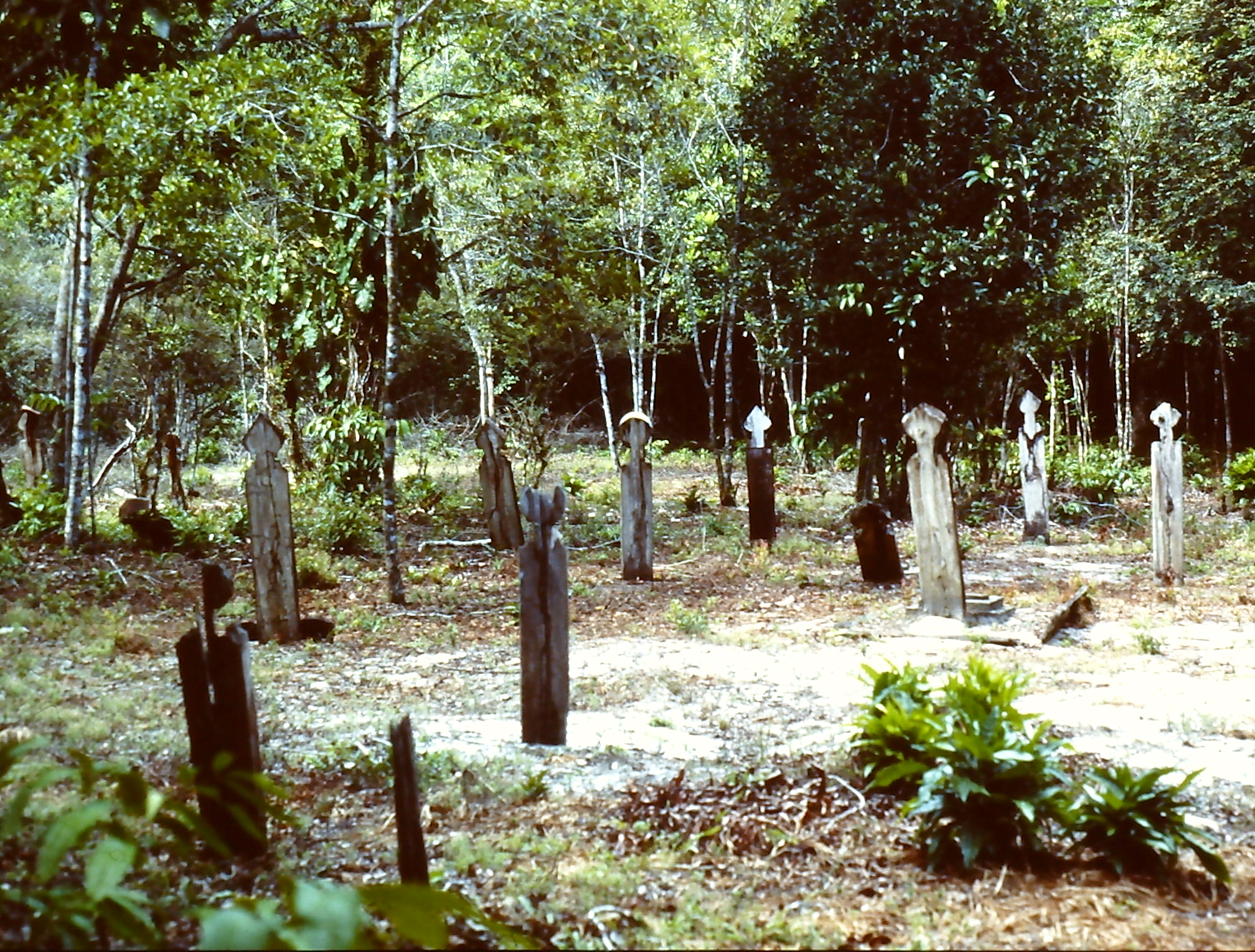
Cementerio de Jodensavanne en julio de 2000

Jodensavanne fue el nombre que se dio a un asentamiento judío en Surinam (América del Sur), el mismo se encuentra en el Distrito de Pará, a unos 50 km al sur de la capital Paramaribo, en la márgenes del río Surinam.

## Historia
La primera mención de los colonos judíos que llegaron a Surinam se remonta a principios del siglo XVII (en la década de 1630), la llegada de un segundo grupo de colonos judíos se confirma en la década de 1650, por parte del inglés, Lord Francis Willoughby de Parham entonces Gobernador General de las Indias Occidentales, algunas fuentes cuentan que Willoughby los invitó a radicarse para fortalecer la economía de las plantaciones de caña de azúcar. Un tercer grupo de 200 judíos sefarditas llegaron en el año 1664, después de su expulsión de Brasil y la Guayana francesa, en este caso liderados por David Cohen Nassy.
La comunidad judía adquirió gran autonomía interna, con el trabajo en las plantaciones de caña de azúcar. En 1665 los judíos obtienen importantes privilegios de parte del gobierno colonial inglés, se les otorga la libertad de practicar su religión y el permiso para construir una sinagoga, la libertad de propiedad, el derecho a tener su propia corte judicial, un sistema educativo, y el derecho a tener una milicia propia.
Se funda la Congregación Beracha ve Shalom ("Bendiciones y Paz"), y la primera sinagoga de madera en la comunidad (la tercera sinagoga en América del Sur ), se construye entre 1665 y 1671, y una segunda, de ladrillo importado fue construida en 1685.
La población de Jodensavanne disminuyó durante la segunda mitad del siglo XVIII, la mayoría de su población se trasladó a Paramaribo. La colonia se esforzó por sobrevivir hasta que fue destruida en 1832 por una revuelta de esclavos y el fuego resultante. El lugar sirvió como un campo para prisioneros políticos durante la Segunda Guerra Mundial.

### 1971 - 1998
En 1968, se formó un comité para preservar este sitio histórico, consiguiendo en 1972 una subvención holandesa que permitió financiar , la minuciosa preservación de los restos de la sinagoga realizada por la firma Woudenberg. Se reconstruyeron dos casas históricas de Paramaribo para funcionar como un pequeño museo y un restaurante, y se crearon algunos servicios adicionales para los visitantes.
Por desgracia, durante la guerra civil de 1986-1992, el acceso a Jodensavanne quedó limitado, los monumentos fueron destruidos y las instalaciones fueron demolidas.

### 1998 - 2011
En el año 1998 la Fundación Jodensavanne (JSF) fue revivida por Robles Guido y otros individuos; una ONG hizo un nuevo comienzo en la recuperación de la fundación de 1998.
La revitalización fue apoyada en gran medida por Rachel Frankel, de Nueva York, arquitecto y académico independiente, que había visitado los monumentos algunos años antes.
La Fundación ha llevado a cabo numerosos proyectos y dirigió varias expediciones con el objetivo de proteger y promover el patrimonio de Jodensavanne y Cassipora. Dado este renacimiento, los sitios de Jodensavanne se han mantenido regularmente y se ha controlado el avance de las malezas.
En 2009, el Gobierno de Surinam declaró Monumento Nacional a Jodensavanne y al Cementerio Cassipora en virtud de la Ley de Monumentos de 2002. En el año 2011 se ejecutó un proyecto de conservación el cual fue financiado por la Embajada de los Países Bajos, con miras a la restauración de la sinagoga Beraha Veshalom y 13 tumbas en el cementerio Jodensavanne.